# Lenne
Lenne este un râu care are izvorul pe muntele Kahlen Asten la o altitudine de 819 m în Sauerland, Germania.

## Afluenți
- Sorpe
- Latrop
- Hundem
- Elspe
- Veischede
- Bigge
- Fretterbach
- Balve
- Else
- Verse
- Rahmede
- Nette
- Brachtenbecke
- Lasbecke
- Grüner Bach
- Nahmer
- Wanne

## Localități traversate
- Hagen,
- Schmallenberg,
- Lennestadt, Plettenberg,
- Iserlohn,
- Winterberg,
- Finnentrop,
- Werdohl,
- Altena

## Utilizare
Lenne furnizează apa necesară industriei din regiune, la răcirea termocentralelor electrice, sau din anii 1920  are pe cursul său hidrocentrale, o atracție turistică sunt concursurile nautice de pe râu.

## Galerie de imagini

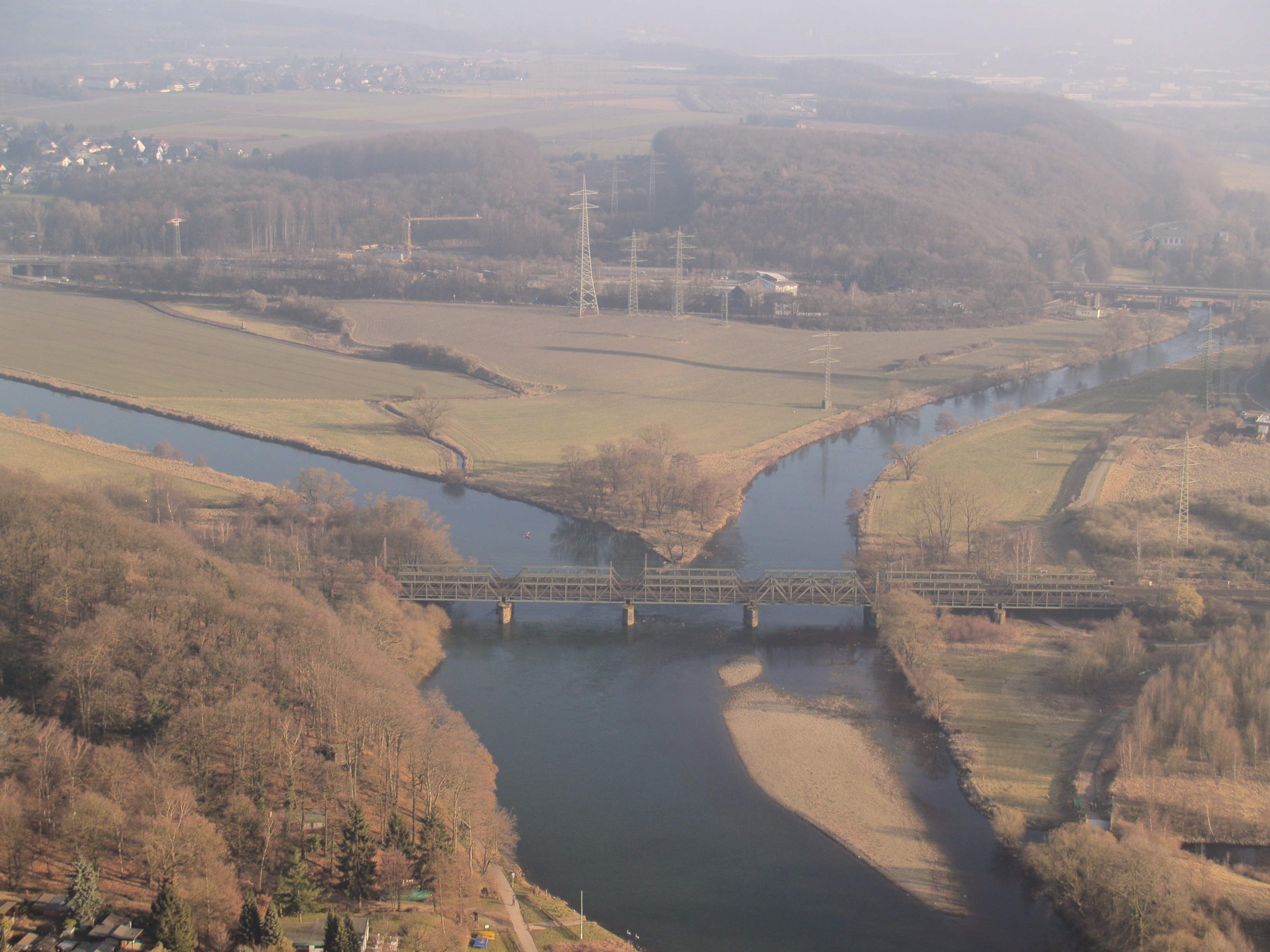
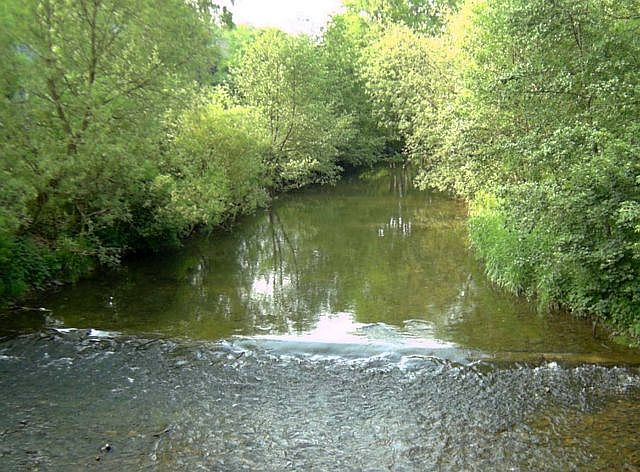
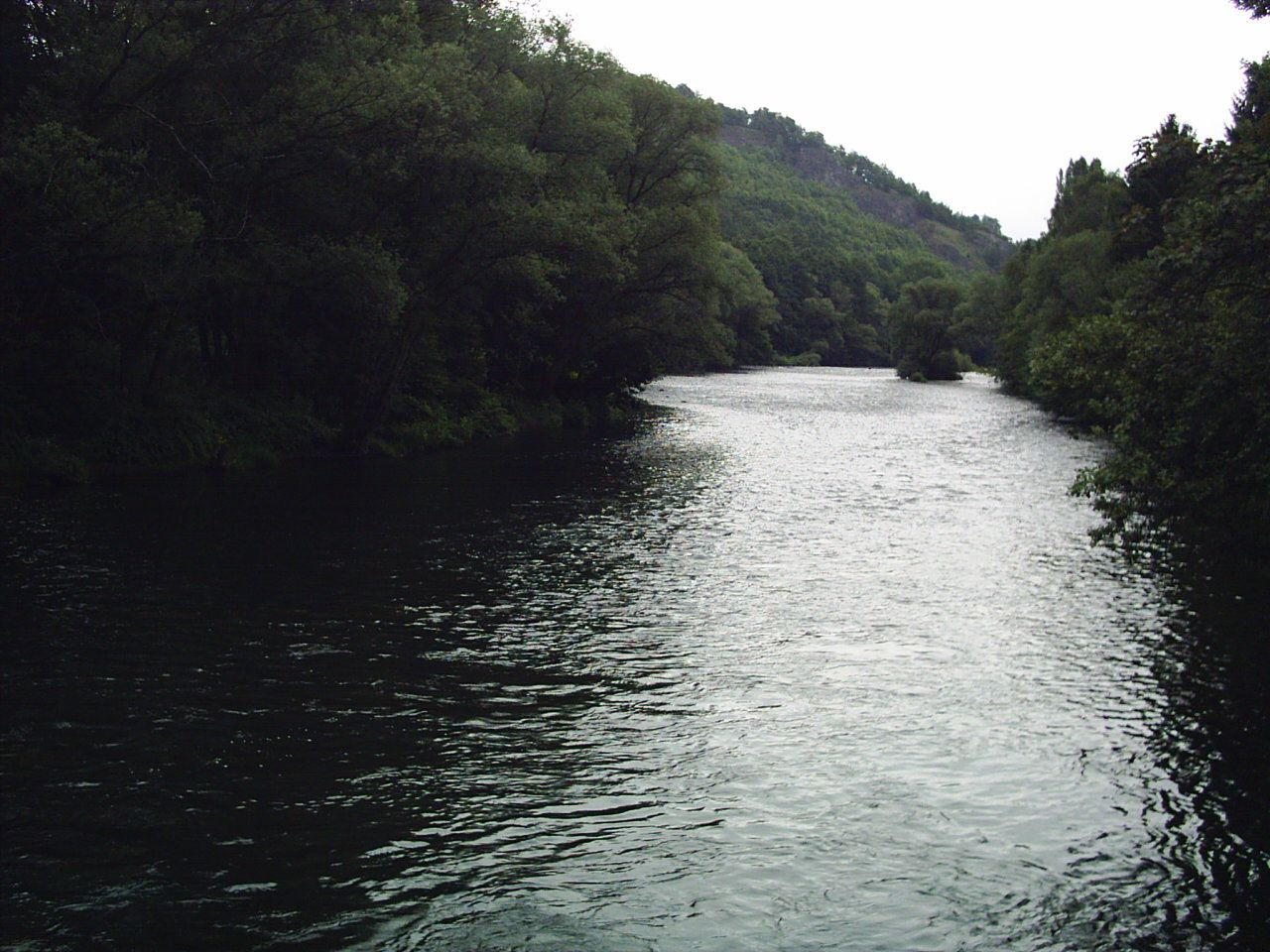
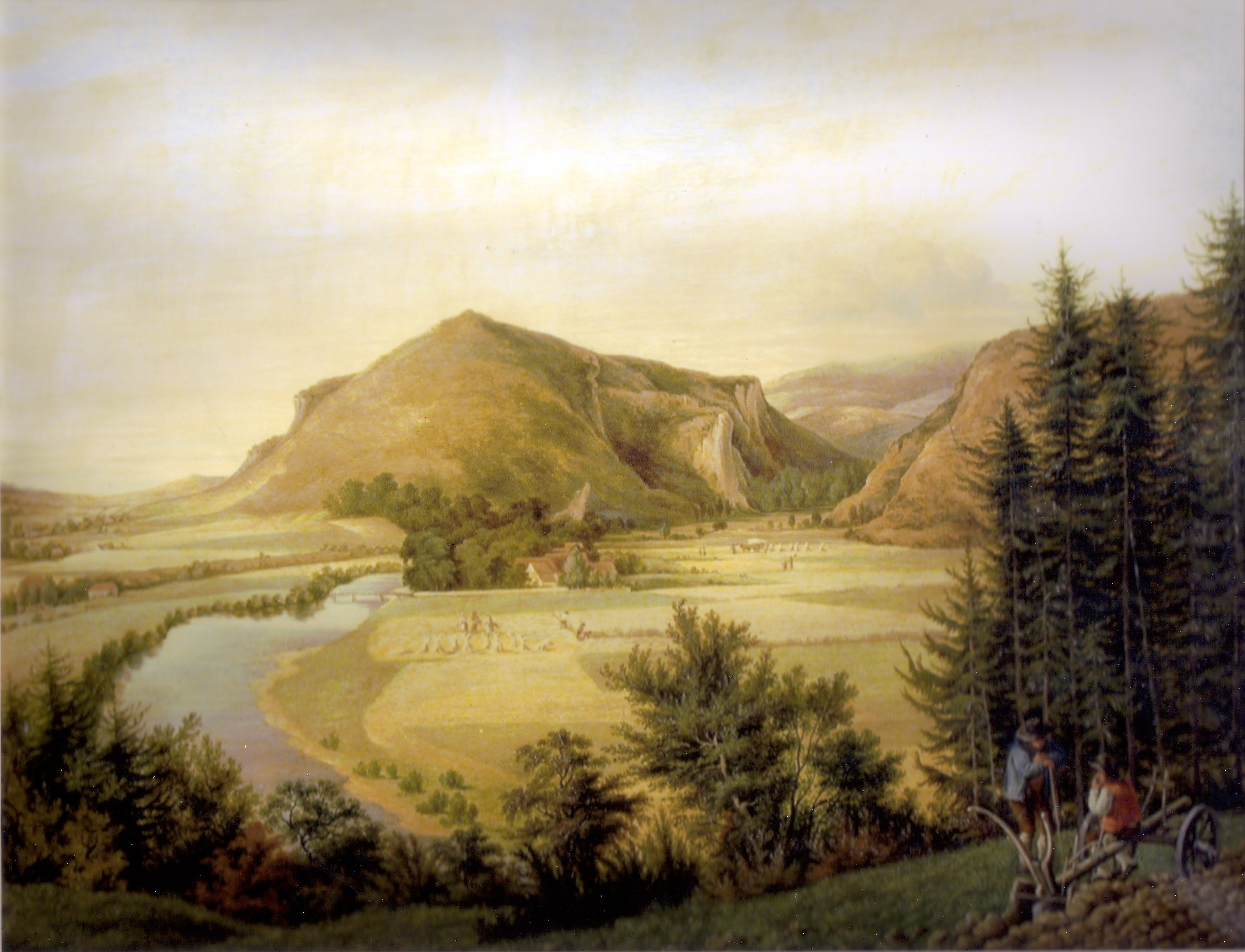

1. ↑   http://www.lanuv.nrw.de/fileadmin/lanuv/wasser/pdf/Gewaesserverzeichnis%20GSK3C.xls, accesat în 17 iulie 2017 Lipsește sau este vid: |title= (ajutor)